# Frossay
 Frossay  es una población y comuna francesa, situada en la región de Países del Loira, departamento de Loira Atlántico, en el distrito de Saint-Nazaire y cantón de Saint-Père-en-Retz.

## Demografía
| 2171 | 2018 | 1913 | 1911 | 2099 | 2106 |
| Para los censos de 1962 a 1999 la población legal corresponde a la población sin duplicidades (Fuente: INSEE [Consultar]) |      |      |      |      |      |